# The Sunday Times
«Сандей таймс» (англ. The Sunday Times, переводится как «Воскресное время») — воскресная широкоформатная газета, выходит в Соединённом Королевстве. «Санди таймс» издаётся «Times Newspapers Ltd», дочерней компанией «News International», которой, в свою очередь, владеет News Corporation. «Times Newspapers» также владеет The Times, однако обе эти газеты были основаны независимо друг от друга и стали принадлежать одному владельцу только в 1966 году. «News International» Руперта Мёрдока приобрела обе газеты в 1981 году. Каждый год в апреле, начиная с 1989 года, в качестве приложения к газете публикуется «Список богатых» (англ. Sunday Times Rich List) — список 1000 самых богатых людей или семей, проживающих в Соединённом Королевстве, по аналогии с американским списком Форбс 400.
В то время как «The Times» имеет гораздо меньший тираж, чем «The Daily Telegraph», самая многотиражная в Соединённом Королевстве серьёзная ежедневная газета, «Санди таймс» занимает доминирующую позицию на рынке качественных воскресных изданий; тираж в 1,3 млн экземпляров равен тиражу «The Sunday Telegraph», «The Observer» и «The Independent on Sunday», вместе взятых.

## История
Газета начала издаваться в 1821 году под названием «The New Observer»; с газетой «The Observer», основанной в 1791 году, новое издание было никак не связано. Позже газета была переименована в «The Independent Observer», а в 1822 году получила название «The Sunday Times», вне какой-либо связи с газетой «The Times».
В 1893 году газету приобрела Рейчел Бир, а в 1908 году её новым владельцем стал Альфред Хармсворт. К 1959 году газета стала частью медиаконцерна Кемсли, который был приобретён в том же году Роем Томсоном. В 1966 году Томсон также приобрёл «The Times» и сформировал «Times Newspapers Ltd» для издания двух газет.
«News International» Руперта Мердока приобрела права на «The Times» в 1981 году, но правительство консерваторов не представило вопрос о покупке на рассмотрение Комиссии по монополиям и слияниям, в основном потому, что предыдущий владелец, «The Thomson Corporation», угрожала закрыть газеты, если они не будут переданы кому-то другому в течение отведённого времени, и существовали опасения, что любые юридические препятствия к поглощению Мердока могут привести к прекращению существования обеих газет. Был проигнорирован и тот факт, что поглощение давало Мердоку контроль над четырьмя национальными газетами: помимо «The Times» и «The Sunday Times», «News Corporation» также владела на тот момент «The Sun» и «The News of the World».
Контроль «News Corporation» положил конец царствованию редактора Гарольда Эванса (Harold Evans), завершив период в истории газеты, когда она была известна предвыборными материалами, расследованиями, а также либеральным уклоном. Во времена редакторства Эндрю Нила (Andrew Neil) в 1980-х — начале 1990-х годов «The Sunday Times» явно поддерживала тэтчеризм; позиция газеты, как было принято считать, состояла в том, что антимеркантилизм среди тех, кто традиционно голосовал за Консервативную партию, наряду с традиционным социализмом подрывал экономическую конкурентоспособность Соединённого Королевства. В этом газета очевидно противостояла традиционному консерватизму конкурента «Sunday Telegraph».
На референдуме о выходе из Евросоюза 2016 года газета поддерживала выход. В сентябре 2020 бумажный тираж каждого номера газеты равнялся приблизительно 650 000 экземпляров. Из этой цифры 420 000 продавалось единичными копиями, 165 000 распространялось по платной подписке и 65 000 другими способами.
29 июня 2020 года была запущена цифровая радиостанция Times Radio, являвшаяся совместным проектом входящих в News UK Wireless Group, Times и Sunday Times.

## Наиболее важные сюжеты
- 1960-е: талидомидовый скандал
- 1983: публикация поддельных дневников Гитлера
- 1986: публикация информации о том, что Израиль произвёл более 100 ядерных боеголовок
- 1987: публикация книги воспоминаний агента MI5 Spycatcher («Ловец шпионов»), которая была запрещена в Соединённом Королевстве. Газета одержала победу над правительством Великобритании в Европейском суде по правам человека в 1991 году.

## Известные сотрудники
Гордон Льюис Эйкмэн — в 2017 году вёл ежемесячную колонку.